# Latania lontaroides
La palma latan roja (Latania lontaroides) es una especie de plantas con flores perteneciente a la familia  Arecaceae. Originaria de Reunión, se la considera en peligro de extinción por la pérdida de hábitat.

## Descripción
Es una planta dioica, donde las flores masculinas y femeninas crecen por separado. Alcanza hasta los 12 metros de altura, las hojas se extienden, después del estípite (tronco),  en forma de abanico de color gris y de color rojo verde durante los primeros años de su vida, así como los pecíolos. Los bordes de la lámina y venas principales están finamente dentados. El fruto tiene cuatro o cinco centímetros de diámetro, globoso o subgloboso. Su endospermo es comestible, pero muy suave.

## Distribución y hábitat
Se encuentra, en la naturaleza, en la costa  sur de la isla entre Little Island y San Felipe, en los acantilados y los barrancos costeros. Está amenazada por la agricultura y el desarrollo de las infraestructuras humanas.

## Usos
Puede servir como planta ornamental y  se comercializa internacionalmente.

## Taxonomía
Latania lontaroides fue descrita por (Gaertn.) H.E.Moore y publicado en Principes 7: 85 (1963).
Sinonimia
- Cleophora commersonii (J.F.Gmel.) O.F.Cook
- Cleophora lontaroides Gaertn.
- Latania borbonica Lam.
- Latania commersonii J.F.Gmel.
- Latania plagicoma Comm. ex Balf.f.
- Latania rubra Jacq.
- Latania vera Voss[3]

## Galería

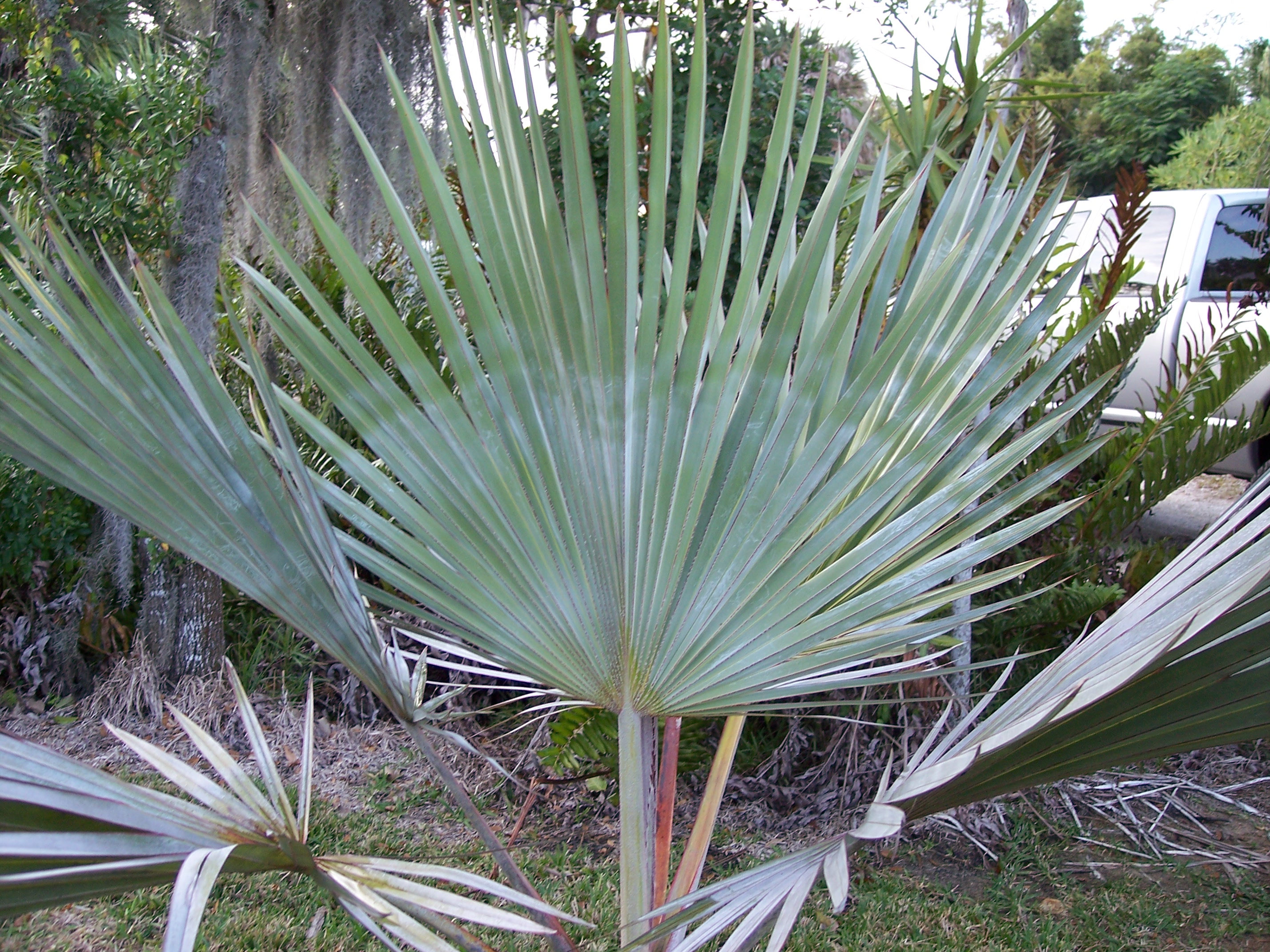
Latania lontaroides
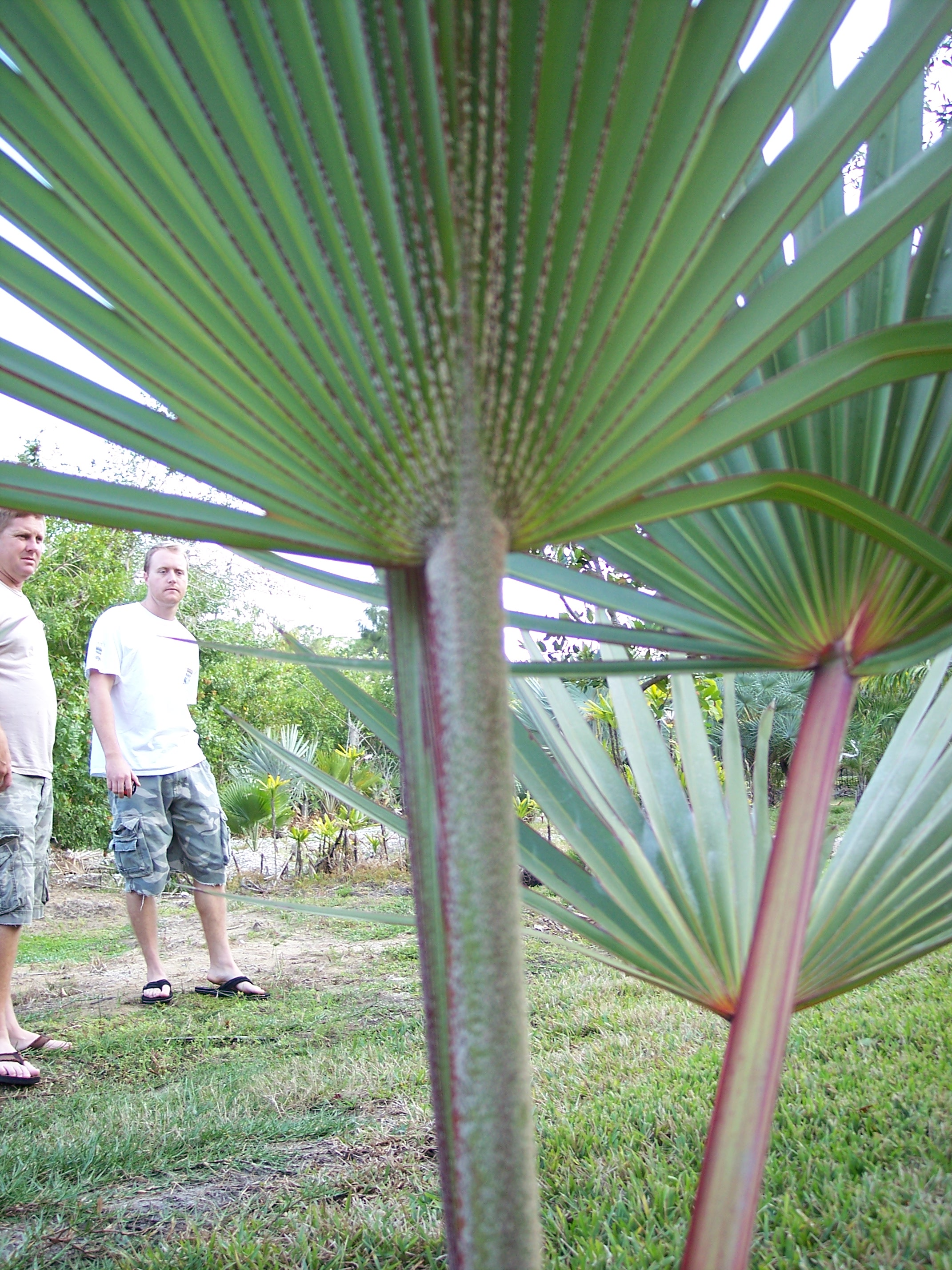
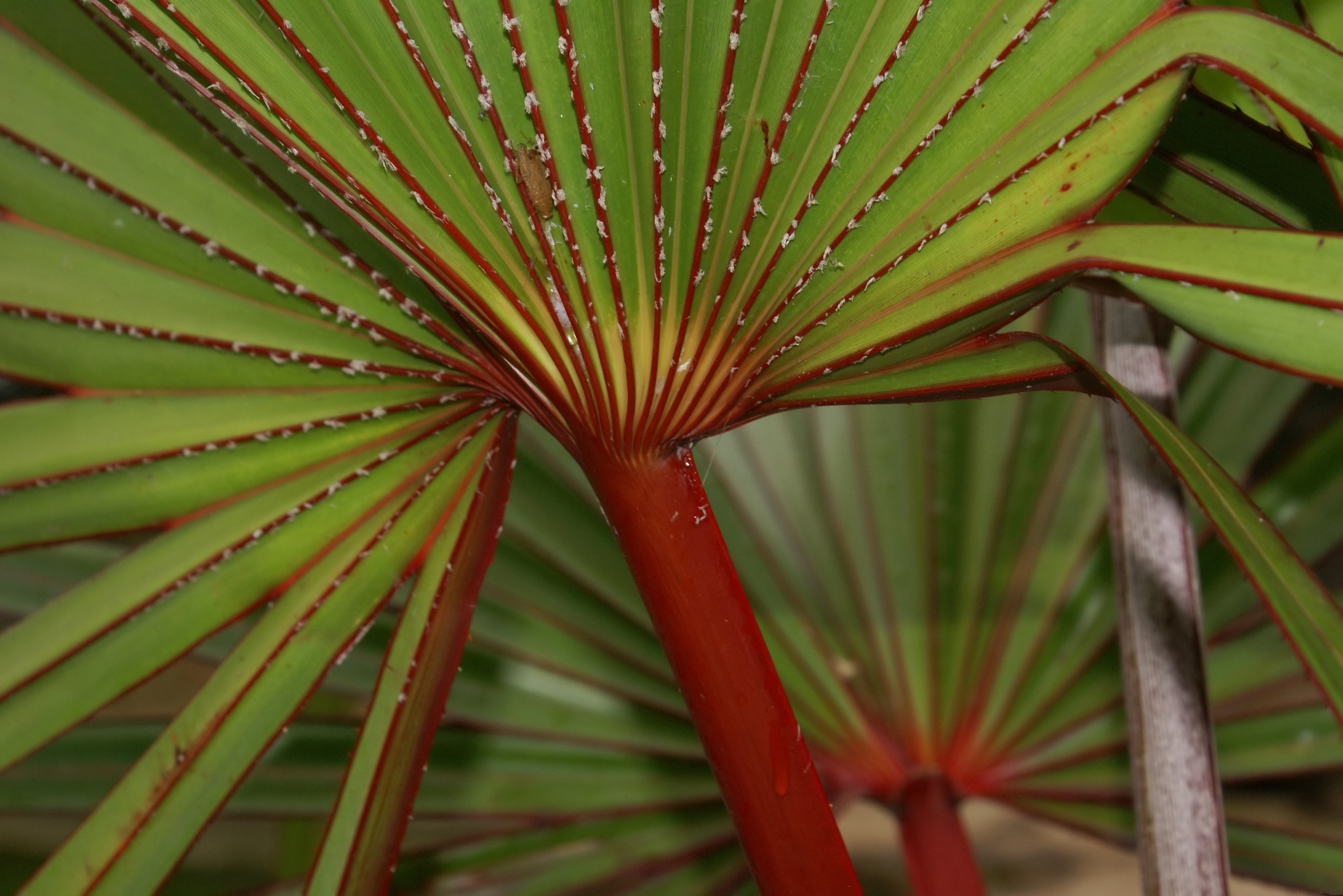
Detalle de la parte baja de una joven Latania lontaroides